# Svinninge Kirke
Svinninge Kirke er en kirke i stationsbyen Svinninge ca. 15 kilometer vest for Holbæk, tidligere Svinninge Kommune, Vestsjællands Amt, fra 2007 Holbæk Kommune, Region Sjælland.
Kirken, som er bygget i middelalderen, ligger i Svinninge Sogn, Roskilde Stift.

## Eksterne kilder og henvisninger
- Wikimedia Commons har flere filer relateret til Svinninge Kirke
- Svinninge Kirke i bogværket Danmarks Kirker, Nationalmuseet
- Svinninge Kirke Arkiveret 31. januar 2011 hos  Wayback Machine hos nordenskirker.dk
- Om kirken Arkiveret 9. marts 2016 hos  Wayback Machine fra Kirkehistorie.dk
- Billeder  af kirken og inventar
- Svinninge Kirke hos KortTilKirken.dk